# Öblarner Krampusspiel

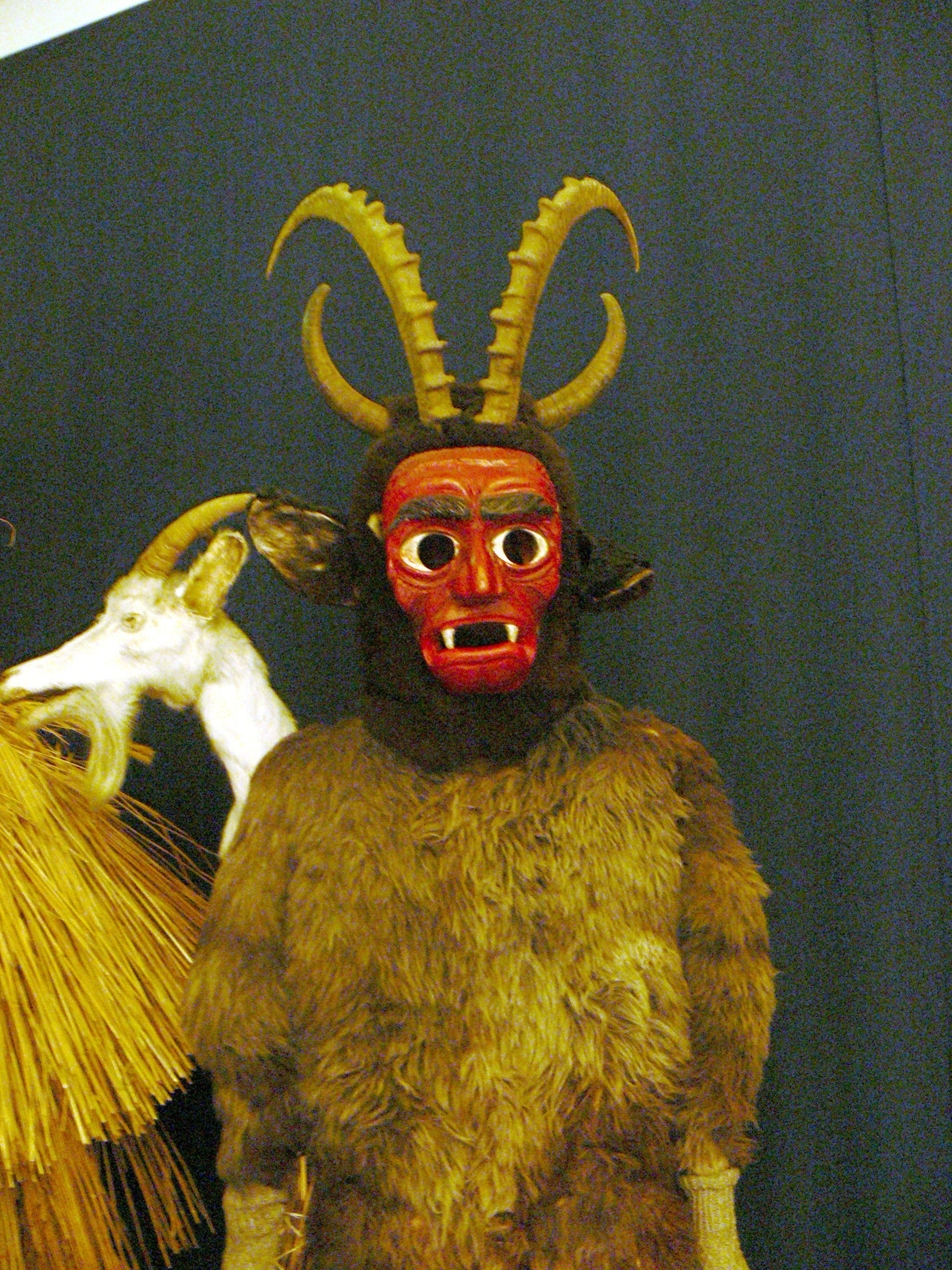
Krampusfigur (im Vordergrund) und Habergeiß (im Hintergrund) aus dem Museum Schloss Trautenfels in der Steiermark, 1950

Das Öblarner Krampusspiel ist ein traditionelles, steirisches Volksschauspiel, welches im 18. Jahrhundert vor allem der geistlichen und katholisch-religiösen Belehrung diente. Die Texte des Krampusspiels wurden erst 1989 schriftlich erfasst und bis dahin ausschließlich mündlich übermittelt. Während die Hauptvorführung alljährlich auf dem Marktplatz der Gemeinde Öblarn in der Obersteiermark stattfindet, gibt es kleinere Stubenspiele, wo Laien von Tür zu Tür ziehen und nach Einwilligung in den Höfen der Bauern auftreten. Seit dem 24. September 2014 zählt das Öblärner Krampusspiel zum Verzeichnis des Immateriellen Kulturerbes Österreichs, das von der UNESCO-Kommission dokumentiert wird.

## Spielverlauf
Im Zuge des Öblarner Krampusspiels ziehen die Schauspieler in ihren zugeteilten Rollen (Schab, Jäger, Oberteufel Luzifer und seine Anhänger, Schmied, Habergeiß, der Tod und der Nikolaus) von einem Bauernhaus zum nächsten. Während die in Stroh gehüllten Schab ihre Peitschen schnalzen, tritt der Jäger als erster in die Bauernstube ein und bittet um Spielerlaubnis der Bauern. Nachdem der Teufel Luzifer und seinen Gesellen ihr Unheil treiben, nimmt das Spiel mit dem Auftritt des heiligen Nikolaus eine positive Wendung und belohnt schließlich die Kinder des Hofes. Obwohl es bei den meisten Volksschauspielen üblich ist, dass ausschließlich Männer mitwirken, nehmen beim Öblarner Krampusspiel zudem auch Frauen teil. Während bei den Höfen maximal zwölf Personen beteiligt sind, spielen bei der öffentlichen Veranstaltung am Marktplatz bis zu 50 Personen mit.

## Überlieferung
Das Öblarner Krampusspiel wurde schon im 18. Jahrhundert aufgeführt, wobei es erstmals in einer Nachricht von Erzherzog Johann schriftlich erwähnt wurde. Dieser hatte 1816 einem Teil des Spiels in Schloss Gstatt zugesehen. Weitergegeben wurde das Krampusspiel jahrzehntelang hauptsächlich durch mündliche Überlieferung und erst 1989 entschloss das Landschaftsmuseum Schloss Trautenfels im Zuge einer Feldforschung den Text des Spiels zu verschriftlichen.

## Träger
Die Interessengemeinschaft Krampusgruppe Öblarn setzt sich für die Fortführung und Konservierung der lokalen Ausprägung des Spieles ein. Dazu bietet sie neben der authentischen Aufführung weitere Aktionen an, um das Bewusstsein über das Brauchtum bei der Bevölkerung zu stärken. Die Gruppe organisiert Schnitz- und Bastelkurse sowie Ausstellungen und Vorträge.